# Lasioglossum nevadense
Lasioglossum nevadense là một loài Hymenoptera trong họ Halictidae. Loài này được Crawford mô tả khoa học năm 1907.